# باب اوکر
باب اوکر (انگلیسی: Bob Uecker؛ زادهٔ ۲۶ ژانویهٔ ۱۹۳۴ – درگذشتهٔ ۱۶ ژانویهٔ ۲۰۲۵) بازیکن بیس‌بال و بازیگر اهل ایالات متحده آمریکا بود.
از فیلم‌ها یا برنامه‌های تلویزیونی که وی در آن نقش داشته است می‌توان به لیگ اصلی، به سوی خانه ۲ و غریزه کشنده اشاره کرد.
وی همچنین برندهٔ جوایزی همچون تالار شهرت دبلیو دبلیو ای شده است.
از باشگاه‌هایی که در آن بازی کرده است می‌توان به سنت لوئیس کاردینالز اشاره کرد.

## مرگ
اوکر در سال ۲۰۲۳ به سرطان ریه سلول کوچک مبتلا شد. او در ۱۶ ژانویه ۲۰۲۵ در خانه‌اش در منومنی فولز، ده روز مانده به تولد ۹۱ سالگی‌اش درگذشت.